# La Motte (Calvados)
La Motte est une ancienne commune française du département du Calvados et la région Normandie, intégrée au territoire de la commune de Saint-Pierre-des-Ifs en 1841.

## Histoire
La commune est réunie à Saint-Pierre-des-Ifs, par l'ordonnance du 21 février 1841.

## Démographie
| 1793 | 1800 | 1806 | 1821 | 1831 | 1836 |
| ---- | ---- | ---- | ---- | ---- | ---- |
| 215  | 188  | 186  | 133  | 140  | 132  |

## Lieux et monuments
- Tunnel ferroviaire de La Motte.
- Ferme du Tunnel, du XVIIe ou du XVIIIe siècle.
- L'église priorale a été détruite lors de la réunion des paroisses.